# Glottiphyllum carnosum
Glottiphyllum carnosum är en isörtsväxtart som beskrevs av Nicholas Edward Brown. Glottiphyllum carnosum ingår i släktet Glottiphyllum och familjen isörtsväxter. Inga underarter finns listade i Catalogue of Life.